# Que vienne la nuit
Pour plus de détails, voir Fiche technique et Distribution.
Que vienne la nuit (Hurry Sundown) est un film américain réalisé par Otto Preminger, sorti en 1967.

## Synopsis
En Géorgie, à la fin de la 2ème Guerre mondiale, deux fermiers, un Blanc, Rad MacDowell et un Noir, Reeve Scott sont la cible de la cupidité d'Henry Warren, spéculateur sans scrupules, qui a épousé la riche héritière Julie Ann Warren, dont la nourrice n'est autre que la mère de Reeve. Les fermiers décident d'unir leurs forces pour faire échec à ce projet. Mais Warren ne recule devant rien et utilise les moyens les plus odieux pour parvenir à ses fins.

## Fiche technique
- Titre : Que vienne la nuit
- Titre original : Hurry Sundown
- Réalisation : Otto Preminger, assisté de John G. Avildsen
- Scénario : Horton Foote et Thomas C. Ryan d'après le livre de Bert et Katya Gilden
- Production : Otto Preminger
- Société de production : Otto Preminger Films
- Société de distribution : Paramount Pictures
- Musique : Hugo Montenegro
- Photographie : Loyal Griggs et Milton R. Krasner
- Montage : Tony de Zarraga, Louis R. Loeffler et James D. Wells
- Direction artistique : Gene Callahan
- Décorateur de plateau : John Godfrey
- Costumes : Estévez
- Pays d'origine : États-Unis
- Format : Couleurs - 2,35:1 - Mono
- Genre : Drame
- Durée : 146 minutes
- Dates de sortie :
  - États-Unis : 6 février 1967 (première)
  - États-Unis : 9 février 1967 (sortie nationale)
  - France : 6 septembre 1967

## Distribution
- Michael Caine (VF : Bernard Dhéran) : Henry Warren
- Jane Fonda (VF : Perrette Pradier) : Julie Ann Warren
- John Phillip Law (VF : Hubert Noël) : Rad McDowell
- Faye Dunaway (VF : Danielle Volle) : Lou McDowell
- Diahann Carroll : Vivian Thurlow
- Robert Hooks : Reeve Scott
- Burgess Meredith (VF : Henri Virlojeux) : Juge Purcell
- Loring Smith : Thomas Elwell
- George Kennedy (VF : Raoul Delfosse) : Shérif Coombs
- Luke Askew : Dolph Higginson
- Peter Goff : Lipscomb
- Beah Richards : Rose Scott
- Madeleine Sherwood : Eula Purcell
- Rex Ingram (VF : Aram Stephan) : Professeur Thurlow
- Dean Smith : Membre du Club de Chasse
- Robert Reed : Lars Finchley
- Jim Backus (VF : Yves Brainville) : Carter Sillens
- Doro Merande : Ada Hemmings